# Даршан
Даршан или Даршана (на санскрит: दर्शन) е санскритски термин, означаващ „виждане“ (в смисъла например на гледане, виждане от корена dṛś „да видя“), съзиране (бърз поглед), най-често се използва като „виждане на божественото“ в индуистката религия, но освен виждане на божество (под формата на образ или божествено видение) може да се отнася и до виждането на много свят човек или дори на артефакт. Някой може да „получи“ дарсана или божествена благословия в храм или от голям гуру, или много свят човек.
В смисъла на „гледам с почит, благоговение и преданост“ терминът се превежда като йерофания, и може да се отнася или до виждане на божественото или да си в присъствието на силно почитан човек.